# Umicore
Die Umicore NV/SA ist ein belgischer Materialtechnologie- und Recyclingkonzern mit Hauptsitz in Brüssel. Das Unternehmen beschäftigt weltweit über 10.000 Mitarbeiter und ist an der Euronext im BEL20 gelistet.

## Geschichte

### Gründung und Firmengeschichte
Die Geschichte von Umicore begann vor über 200 Jahren mit dem Zusammentreffen einiger Bergbau- und Verhüttungsunternehmen, die sich im Laufe der Zeit zu dem heutigen Materialtechnologie- und Recycling-Konzern Umicore vereinigten.
Am 17. Dezember 1805 erhielt Jean-Jacques Dony von Napoleon Bonaparte die Pachtrechte an der Galmeigrube Altenberg (Vieille-Montagne) in Moresnet an der heutigen deutsch-belgischen Grenze. Die kleine Zinkfabrik war der Ursprung der 1837 von dem belgischen Bankier und Industriellen François-Dominique Mosselman gegründeten „Société Anonyme des Mines et Fonderies de Zinc de la Vieille-Montagne“, der ältesten Vorfahrin des heutigen Umicore-Konzerns.
Das Unternehmen wurde im Jahr 1906 unter dem Namen Union Minière du Haut Katanga (UMHK) (deutsch „Bergbau-Union“) als staatliche Bergbaugesellschaft gegründet. Schwerpunktmäßig war das Unternehmen in seinen Anfängen in Katanga tätig, das zum belgischen Kolonialbesitz Kongo in Afrika gehörte. Während des Zweiten Weltkrieges lieferte die Firma den USA Uran aus der Shinkolobwe Mine, welches für das Manhattan-Projekt und anschließend für die Atombombenabwürfe auf Hiroshima und Nagasaki verwendet wurde. Ab Ende 1960 unterstützte die Firma während der Kongo-Krise massiv Moïse Tschombé, der in Katanga einen eigenen Staat ausgerufen hatte. 1966 wurden weite der sich im Kongo befindlichen Teile des Unternehmens enteignet und verstaatlicht und in dem neuen staatlichen Unternehmen Gécamines wiedergegründet.
Im Jahr 1989 erfolgte eine Fusion mit den Firmen Metallurgie Hoboken-Overpelt (MHO) und Société des Mines et Fonderies de Zinc de la Vieille Montagne SA zu einem Buntmetallerzeuger.
Das Unternehmen entwickelte sich in den späten 1990er-Jahren zunehmend zu einem Konzern für Spezialmaterialien. Man hatte sich bereits vom verbliebenen Bergbaugeschäft und anderen nicht-strategischen Geschäftsfeldern getrennt und setzte den Fokus nun auf Edelmetalle, margenträchtige Zinkprodukte und hochentwickelte Werkstoffe. Der Neuausrichtung mit Abkehr vom Bergbau und der Produktion von Ausgangsstoffen und Buntmetallen wurde 2001 durch die Umbenennung der Gruppe in den heutigen Namen Umicore Rechnung getragen. Die ersten drei Buchstaben stehen für die Initialen von Union Minière und weisen auf die historischen Wurzeln des Konzerns hin.
Die Übernahme der Precious Metals Group (PMG) im Jahr 2003 verlieh dem Unternehmen eine neue Dimension, unter anderem durch die starke Präsenz im Bereich Autoabgaskatalysatoren. Bei der PMG handelte es sich um die frühere Edelmetallsparte des deutschen Konzerns Degussa. Diese war 1887 Gründungsgesellschafter des Umicore-Standorts in Hoboken gewesen.
2005 gliederte Umicore die Kupferaktivitäten in ein separates Unternehmen aus: Cumerio. Zwei Jahre später wurde dann durch den Zusammenschluss der Zink- und Legierungssparte mit Zinifex das neue Unternehmen Nyrstar gegründet.

### Jüngere Entwicklungen

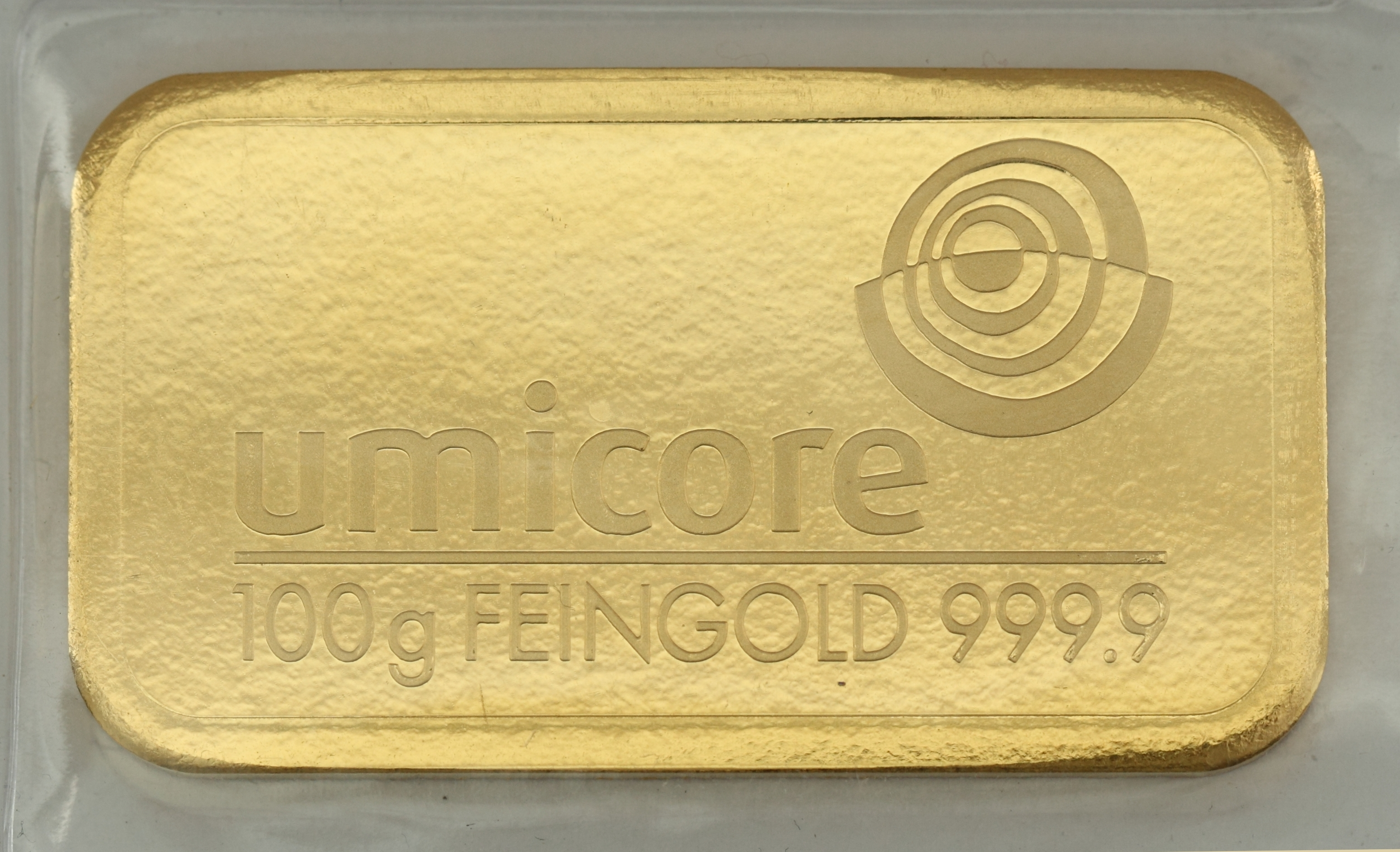
100-g-Goldbarren von Umicore im Design von 2005 bis 2016

Im März 2006 wurde für die Forschung und Entwicklung im Bereich Brennstoffzellen zusammen mit der belgischen Solvay das 50/50-Joint Venture SolviCore GmbH & Co. KG gegründet. Gegenstand des Unternehmens ist die Weiterentwicklung, Produktion und Vermarktung der Membran-Elektroden-Einheit (MEA), dem Herz der Brennstoffzelle. Unabhängig davon setzen die beiden Unternehmen ihre Forschungs- und Entwicklungsaktivitäten im Bereich Brennstoffzellen weiterhin in ihren Spezialgebieten Membranen (Solvay) bzw. Edelmetallkatalysatoren (Umicore) getrennt fort. Im Juni 2015 gaben die beiden Unternehmen den Verkauf des Joint Ventures bekannt, das seitdem vom japanischen Konzern Toray unter dem Namen Greenerity GmbH betrieben wird.

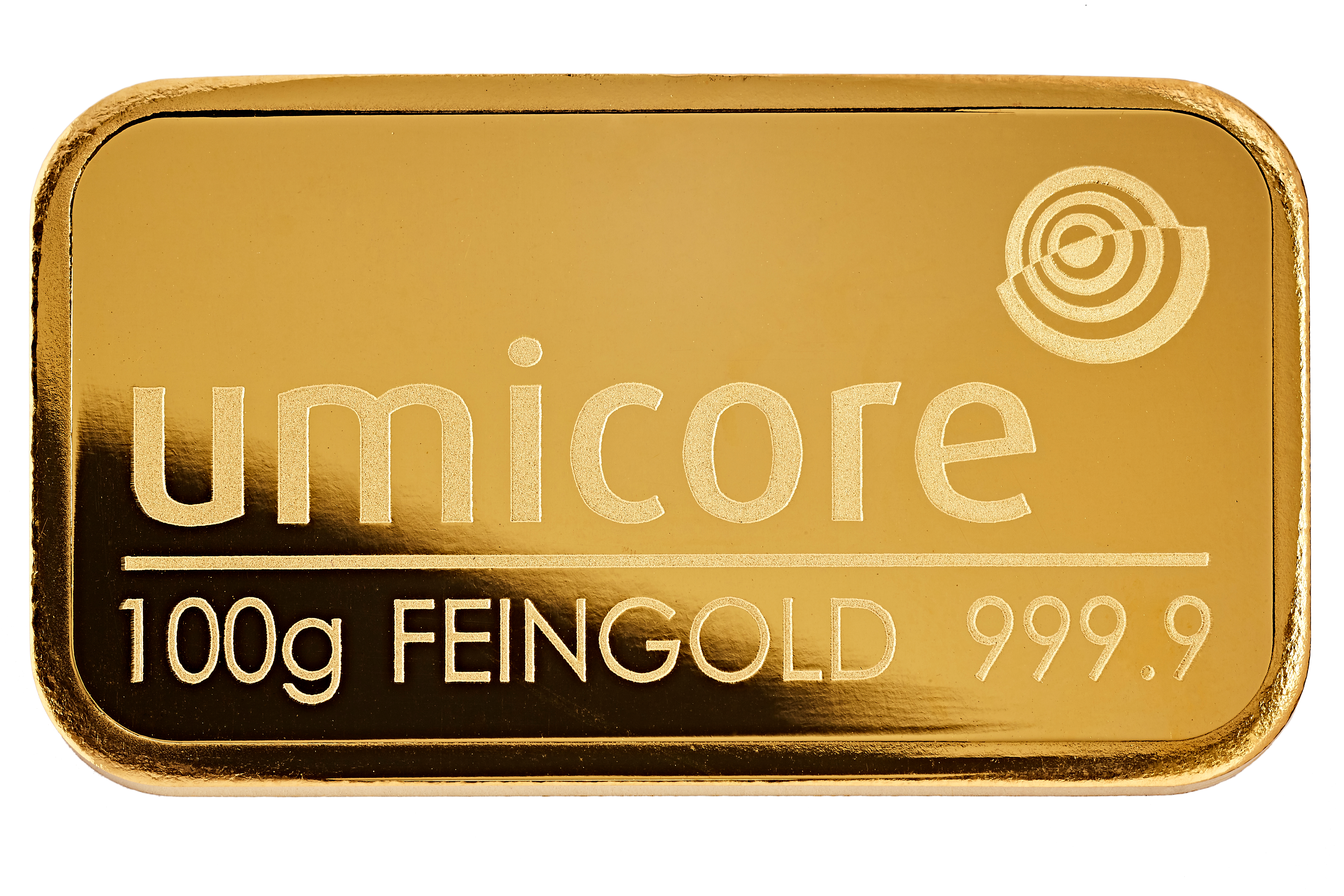
100-g-Goldbarren von Umicore mit dem neuen Logo (ab 2017)

Im Sommer 2007 baute der Konzern seine Aktivitäten im Bereich Abgaskatalysatoren durch den Erwerb der Katalysatoren-Sparte des Delphi-Konzerns aus. Ebenfalls im Jahr 2007 gründete Umicore gemeinsam mit Norsk Hydro ein Joint Venture (HyCore) zu Entwicklung, Herstellung und Vertrieb von Solarsilicium. In diesem Bereich engagierte sich Umicore von 2005 bis 2012 als Hauptsponsor eines Teams bei der World Solar Challenge, wo diese Technologie bereits Anwendung findet. Zum Jahreswechsel 2008/2009 unterbreitete Umicore über ihre luxemburgische Holdinggesellschaft Umicore Finance Luxembourg SA (heute: Umicore International SA) den außenstehenden Aktionären ihrer mehr als 90%igen Beteiligungsgesellschaft Allgemeine Gold- und Silberscheideanstalt AG („AGOSI“) in Pforzheim ein freiwilliges öffentliches Kaufangebot, um die AGOSI nach einem möglichen Squeeze-out vollständig zu übernehmen. Dieses Kaufangebot verstrich, ohne dass die zu einem Squeeze-Out erforderliche Mehrheit von 95 % zusammenkam. Bereits nach dem Kauf der früheren Degussa-Edelmetallaktivitäten durch Umicore im Jahr 2003 wurde die Edelmetallscheidung (Refining) der Umicore AG & Co. KG am Standort Hanau (einst das Herzstück und namensgebende Geschäft der Degussa) in mehreren Schritten ins belgische Hoboken verlagert und in Hanau Ende 2009 endgültig geschlossen.
Im Mai 2012 taten sich Umicore und Prayon in Form eines Joint Venture zusammen, um bei der Entwicklung und Produktion von phosphatbasierten Kathodenmaterialien für Lithium-Ionen-Batterien zusammenzuarbeiten. Seit Juni 2012 besteht das Joint Venture Umicore Shokubai zwischen der japanischen Chemiefirma Nippon Shokubai und Umicore. Das Gemeinschaftsunternehmen, an dem Umicore 60 % der Anteile hält, produziert und verkauft an Standorten in und außerhalb von Europa Autoabgaskatalysatoren für weltweit operierende japanische Hersteller von leichten und schweren Nutzfahrzeugen. Bereits 1992 bestand über die Rechtsvorgängerin der Umicore, Degussa AG, eine Zusammenarbeit über das Gemeinschaftsunternehmen ICT auf diesem Gebiet.
Ende 2013 akquirierte Umicore USA, Inc. die Palm Commodities International, Inc. mit Hauptsitz in Nashville, Tennessee. Hiermit erweiterte Umicore ihre Business Unit 'Cobalt and Specialty Materials' um einen weiteren Händler und Verarbeiter von Nickel, Kobalt und Kupfer Verbindungen. Des Weiteren ist Palm auf verschiedene Quarze, Pulver und Seltene Erden spezialisiert. 2014 gab Umicore den Erwerb des vollen Eigentums an Todini and Co. bekannt. Bereits seit 2005 betrieben die beiden Unternehmen ein gemeinsames Joint Venture. Mit dem Erwerb der 52 %-Anteile der Todini-Familie erlangte Umicore den vollen Besitz.
2016 erwarb das Unternehmen Eurotungstène der Eramet Gruppe in Grenoble, Frankreich. 2016 verkaufte Umicore die Zinc Chemicals-Aktivitäten an OpenGate Capital. 2017 erwarb das Unternehmen den Komplettbesitz an Ordeg Co., Ltd., ein Joint Venture der koreanischen Unternehmen OCI Company Ltd. und Samkwang Glass Co.,Ltd. Im September 2017 kündigte Umicore an, die Standorte Rheinfelden und Bad Säckingen bis Ende 2019 zusammenzulegen und in diesem Zug Rheinfelden zu schließen. Ebenfalls im September 2017 verkaufte das Unternehmen seine Building Products-Aktivitäten an Fedrus International. Im Dezember 2017 gab Umicore den Verkauf seines europäischen Geschäfts von Technical Materials an die Saxonia Edelmetalle GmbH bekannt, der zum Februar 2018 abgeschlossen wurde. Ebenfalls im Dezember 2017 schloss Umicore den Erwerb des Geschäfts mit Stationär- und Nutzfahrzeugkatalysatoren von Haldor Topsoe ab.
Im September 2022 kündigte Umicore die Gründung eines Joint Ventures mit der Volkswagen-Tochter PowerCo zur Produktion von Kathoden- und Batteriematerialien in Europa unter dem Namen „Ionway“ an. Im Oktober 2023 gab Ionway bekannt, dass im polnischen Nysa eine Fabrik für günstige Batteriekomponenten für VW-Elektroautos entstehen werde. Die neue Anlage soll neben einem bereits bestehenden Umicore-Werk errichtet werden und bis zum Ende des Jahrzehnts eine Produktionskapazität von 160 Gigawattstunden Kathodenmaterial im Jahr erreichen. Ionway möchte bis 2023 rund 900 neue Arbeitsplätze schaffen und bis zu 1,7 Mrd. Euro investieren. Die Produktion soll ab 2025 anlaufen. Polen fördert die Entstehung des neuen Standortes mit 350 Mio. Euro im Rahmen eines EU-Programms.

## Produkte
Umicore ist weltweit führend in der Produktion und im Recycling von Spezialwerkstoffen und Metallen (z. B. Cobalt, Germanium, Nickel, Zink, Gold, Silber und Platinmetalle). Abnehmer sind hauptsächlich die weiterverarbeitende chemische Industrie, die Automobil-, Baustoff-, Schmuck- und Elektroindustrie.
Umicore ist untergliedert in folgende Geschäftsfelder:
- Catalysis
- Energy & Surface Technologies
- Recycling

Zum Geschäftsfeld Catalysis gehört u. a. die Herstellung von Fahrzeugkatalysatoren. Ein wichtiger Fortschritt in der Weiterentwicklung von Autokatalysatoren ist der auf Palladium basierende Oxidationskatalysator für Dieselfahrzeuge. Die bisherigen Katalysatoren für Dieselfahrzeuge beinhalteten bis dato das teurere Platin.
Die von Umicore produzierten Edelmetallbarren wurden noch bis Ende 2005 mit dem traditionellen Prägestempel der Degussa gekennzeichnet. Seit Auslaufen der Lizenzvereinbarung werden sie mit dem Umicore-Firmenlogo gestempelt. Umicore-Gold- und Silberbarren besitzen das „Good Delivery“-Prädikat der London Bullion Market Association. Als Vertragspartner der Deutsche Börse Commodities GmbH produziert und liefert Umicore seit Ende 2007 physische Barren zur Deckung von Xetra-Gold und steht für Lieferansprüche gerade. Von August 2011 bis einschließlich Dezember 2013 produzierte Umicore neben konventionellen Edelmetallbarren auch Münzbarren.
Seit 2017 tragen alle Umicore-Barren das neue Logo. Seine Goldbarren liefert das Unternehmen seitdem auch in einer neuen Verpackung mit Echtheitszertifikat aus.

## Unternehmensstruktur

### Standorte
Im deutschsprachigen Raum

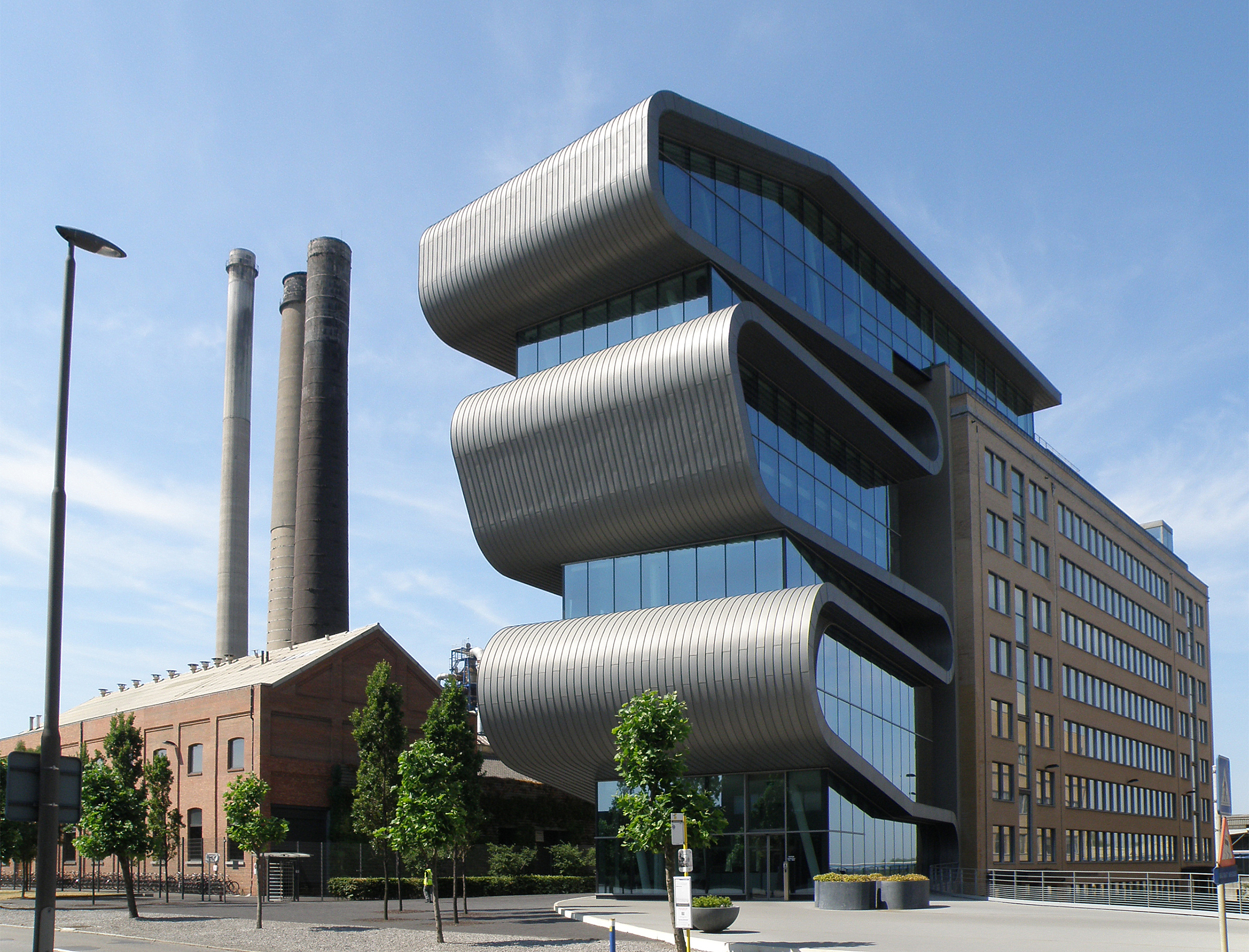
Die Umicore-Niederlassung in Hoboken-Antwerpen.

Die größte deutsche Gesellschaft der Umicore-Gruppe ist mit über 1.100 Beschäftigten die Umicore AG & Co. KG mit Sitz im hessischen Hanau und Niederlassungen in Rheinfelden (Baden) und Bad Säckingen. Hier haben die Geschäftsbereiche Automotive Catalysts, Precious Metals Management und Precious Metals Chemistry jeweils den Sitz ihrer Bereichsführungen. 
Weitere zum Umicore-Konzern gehörende Gesellschaften sind die Umicore Galvanotechnik GmbH in Schwäbisch Gmünd, die Umicore Metalle & Oberflächen GmbH und Todini GmbH in Essen sowie die Allgemeine Gold- und Silberscheideanstalt AG in Pforzheim.
In Österreich gehört die Österreichische Gold- und Silberscheideanstalt Gesellschaft m.b.H. (Ögussa) mit Firmensitz Wien zum Konzern, in Liechtenstein die Umicore Thin Film Products AG, Balzers, und in der Schweiz die Allgemeine Suisse SA in Yverdon-les-Bains.

### Aktionärsstruktur
2023 meldeten folgende Institutionen eine Beteiligung von 5 % oder mehr an Umicore: Groupe Bruxelles Lambert (15,98 %), Baillie Gifford & Co. (9,91 %), Norges Bank (5,30 %), BlackRock (5,06 %). 61,23 % befanden sich im Freefloat.